# Bill Withers
William Harrison "Bill" Withers, Jr., född 4 juli 1938 i Slab Fork i Raleigh County i West Virginia, död 30 mars 2020 i Los Angeles, var en amerikansk singer-songwriter och musiker som uppträdde och spelade in musik inom soul och R&B från början av 1960-talet till mitten på 1980-talet. Withers gav ut skivor från 1971 till 1985. Han slog igenom hos skivbolaget Sussex 1971 med sin debutsingel "Ain't No Sunshine" från albumet Just As I Am. Några andra populära låtar är "Lovely Day", "Lean on Me" och "Just the Two of Us". Under 2005 blev Withers invald i Songwriters Hall of Fame och år 2015 i Rock and Roll Hall of Fame.

## Diskografi
- 1971 – Just as I Am
- 1971 – Man and Boy
- 1972 – Still Bill
- 1973 – Live at Carnegie Hall
- 1974 – 'Justments
- 1975 – Making Music
- 1976 – Naked & Warm
- 1977 – Menagerie
- 1979 – 'Bout Love
- 1985 – Watching You Watching Me